# Palácio de Västerås
O Palácio de Västerås (em sueco: Västerås slott) é um palácio da Suécia, situado na cidade de Västerås, junto à foz do rio Negro (Svartån). Foi construído no século XIII, e restaurado posteriormente no século XVI, pelo rei Gustavo Vasa Hoje em dia, é a residência oficial do governador do condado da Västmanland, e alberga também um café, um restaurante e um local de festas e conferências.